# Канабиноид
Канабиноидите са химични съединения, които се свързват с канабиноидните рецептори.
Откриват се естествено в представителите на рода Cannabis, синтезират се вътрешно в организма (т.нар. ендоканабиноиди) или се получават в лабораторни условия.